# جورج إم. موراي
جورج إم. موراي (بالإنجليزية: George M. Murray)‏ هو كيميائي أمريكي، ولد في 17 يونيو 1953.